# Virjerabgletscher
Der Virjerabgletscher befindet sich im westlichen Karakorum im pakistanischen Sonderterritorium Gilgit-Baltistan.

## Lage
Der Virjerabgletscher hat eine Länge von 40 km. Er strömt in nordwestlicher Richtung durch den Nordosten der Gebirgsgruppe Hispar Muztagh. Im Süden des Gletschers erheben sich die Berge des Panmah Muztagh. Der Virjerabgletscher speist den Shimshal, der an seinem Gletschermaul entsteht. Der Virjerabgletscher wird von Bergen mit Höhen von bis zu 6600 m umrahmt.